# Kalanchoe glaucescens
Kalanchoe glaucescens är en fetbladsväxtart som beskrevs av James Britten. Kalanchoe glaucescens ingår i släktet Kalanchoe och familjen fetbladsväxter. Inga underarter finns listade i Catalogue of Life.